# MTV Video Music Brasil
MTV Video Music Brasil (ou VMB) est une cérémonie de remise de prix musicaux organisée par MTV Brasil. La première édition a lieu en 1995 dans le but de récompenser les meilleures clips musicaux nationaux et internationaux par le biais d'un vote du public et d'un jury spécialisé pour les catégories techniques. La dernière cérémonie de remise des prix a lieu en 2012 et l'artiste de l'année est Gaby Amarantos.

## Histoire
Lors de ses premières éditions, la cérémonie est connue sous le nom de MTV Video Music Awards Brasil, en référence aux MTV Video Music Awards (VMA), organisés par MTV aux États-Unis. À partir de 2007, ses catégories sont reformulées afin d'honorer les artistes et leurs chansons, tout en conservant la catégorie « clip de l'année » pour représenter l'ancienne intention. Le vote par un jury spécialisé reprend lors de la 17e édition des prix, le public ne pouvant voter que dans quatre catégories. Lors de la 18e édition, le vote se déroule comme suit : MTV lance les nommés, le public vote pour élire les finalistes et le jury choisit les gagnants des 12 catégories des prix 2012.
Pour la première fois, l'ancienne MTV n'organise pas les VMB en 2013, en raison du prix élevé des récompenses et de la cession de la marque du diffuseur à Viacom,. La nouvelle chaîne MTV, qui évaluait la viabilité de l'événement, décide de ne pas organiser les récompenses en 2014, car elle donne la priorité à des productions telles que les EMA, les VMA et la scène mondiale. En 2018, les prix sont remplacés par la version brésilienne des Prêmios MTV MIAW. 